# Saint-Gilles (Quebec)
| Paroisse de Saint-Gilles      |                        |
|                               |                        |
| Coordenadas: 46°31' N 71°22'W |                        |
| Província                     | Quebec                 |
| Região administrativa         | Chaudière-Appalaches   |
| Incorporado em                | 1 de julho 1855        |
| Prefeito                      | Robert Samson          |
| Código postal                 | G0S 2P0                |
|                               |                        |
| Área                          |                        |
| - Cidade                      | 174,7 km², 67,5 mi²    |
| Fuso horário                  | UTC -5                 |
| População (2006)              |                        |
| - Cidade                      | 1.867                  |
| - Densidade                   | 10 hab/km², 28 hab/mi² |

Saint-Gilles é uma Freguesias canadense da Regionalidade Municipal de Lotbinière, Quebec, localizado na região administrativa de Chaudière-Appalaches. Em sua área de pouco mais de cento e setenta e quatro quilómetros quadrados, habitam cerca de mil e setecentas pessoas. Ela tem seu nome em razão do senhorio ao qual pertencia, o de Saint-Gilles, concedido em 1738 a Gilles Rageot de Beaurivage (1689-1754), importande comerciante de Québec.